# Karin von Welck

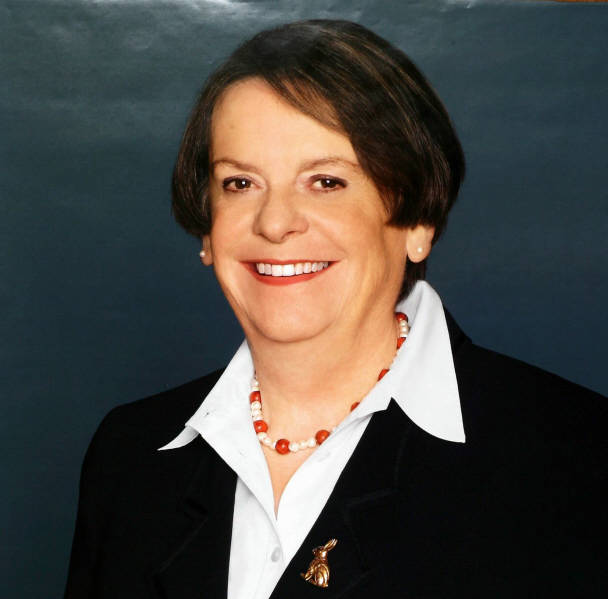
Karin von Welck auf einem Wahlplakat (2006)

Karin Freifrau von Welck, geb. Schmieding (* 30. April 1947 in Buir), ist eine deutsche Ethnologin und war von 2004 bis 2010 Kultursenatorin der Freien und Hansestadt Hamburg (parteilos). Von 2018 bis 2024 war sie Dechantin der Vereinigten Domstifter zu Merseburg und Naumburg und des Kollegiatstifts Zeitz.

## Leben
Nach dem Abitur 1966 absolvierte Karin Freifrau von Welck ein Studium der Politikwissenschaft, Volkskunde, Germanistik, Altamerikanischen Sprachen und Kulturen, Ethnologie und Linguistik an den Universitäten Hamburg und Köln. 1973 beendete sie ihr Studium mit der Promotion zum Dr. phil. mit der Arbeit Untersuchungen zum sogenannten Konservatismus der Pueblo-Indianer in Arizona und Neu Mexiko. Bis 1974 war sie als wissenschaftliche Hilfskraft am Institut für Völkerkunde der Universität Köln tätig und anschließend am Aufbau verschiedener kleinerer Völkerkundemuseen beteiligt. 1979 kehrte sie als wissenschaftliche Angestellte an das Institut für Völkerkunde in Köln zurück und übernahm 1980 die Leitung der Indonesien-Abteilung am Rautenstrauch-Joest-Museum für Völkerkunde der Stadt Köln, dessen stellvertretende Direktorin sie ab 1982 zusätzlich war. 
1990 wechselte sie als Direktorin an das Reiss-Museum der Stadt Mannheim. 1994 wurde sie zur Honorarprofessorin an der Universität Mannheim ernannt. Von 1998 bis 2004 war sie Generalsekretärin der Kulturstiftung der Länder.
Seit 2007 ist Karin von Welck Mitglied des Präsidiumsvorstandes des Deutschen Evangelischen Kirchentages und war Präsidentin des 32. Deutschen Evangelischen Kirchentages 2009 in Bremen. 2008 wurde sie mit dem Max-Herrmann-Preis geehrt. 
Am 17. März 2004 wurde sie als Kultursenatorin in den von Ole von Beust geleiteten Senat der Freien und Hansestadt Hamburg berufen (Senat von Beust II). Am 7. Mai 2008 wurde der neue Senat der Hansestadt Hamburg bestätigt (Senat von Beust III) und die neue Behörde für Kultur, Sport und Medien mit entsprechenden Ämtern zusammengefasst. Karin von Welck war seitdem Senatorin für Kultur, Sport und Medien. Weiterhin war sie Vorsitzende der Aufsichtsräte der Hamburgischen Staatsoper, des Deutschen Schauspielhauses und des Thalia-Theaters sowie verschiedener Museen, wie z. B. der Kunsthalle und des Museums für Kunst und Gewerbe in Hamburg.
Am 18. Juli 2010 gab auf einer Pressekonferenz im Hamburger Rathaus der Erste Bürgermeister der Freien und Hansestadt Hamburg Ole von Beust seinen Rücktritt sowie den Rücktritt der Kultursenatorin Karin von Welck und des Staatsrats der Senatskanzlei Volkmar Schön zum 25. August 2010 bekannt. Die Bekanntgabe des Rücktritts erfolgte unabhängig von dem parallel am gleichen Tag stattfindenden Volksentscheid zur Schulreform in Hamburg.
Seit 2012 ist sie erste Domherrin in der Geschichte der Vereinigten Domstifter zu Merseburg und Naumburg und des Kollegiatstifts Zeitz. Außerdem ist sie u. a. Vorstandsmitglied der Deutschen UNESCO-Kommission und Kuratoriumsmitglied des Deutschen Literaturarchivs in Marbach.
2018 wurde sie als Nachfolgerin für den verstorbenen Curt Becker als Dechantin der Vereinigte Domstifter zu Merseburg und Naumburg und des Kollegiatstifts Zeitz gewählt und war bis Ende Juni 2024 im Amt und damit die erste Frau als Vorsitzende des Domkapitels.
Von Welck ist verheiratet. Sie lebt in der Samtgemeinde Hankensbüttel, Niedersachsen, in der Lüneburger Heide.